# Contea di Alife

## Storia
Istituita nel principato longobardo di Benevento, il primo conte storicamente noto è Bernardo (972 circa), seguito da Aldemario, Audoaldo (999), Aldemario Borrello figlio di Audoaldo (1033-35). I confini della contea erano pressappoco quelli della Diocesi di Alife.
Nella seconda metà dell'XI secolo Alife diventa sede di una contea normanna retta dai Quarrel Drengot. Il primo conte fu Rainulfo, fratello di Riccardo I di Capua cui succedette il figlio Roberto di Alife e il figlio di costui, il secondo Rainulfo, conte di Alife e Caiazzo. Rainulfo II chiese ed ottenne, nel 1131 o 1132, dall'antipapa Anacleto II le reliquie di San Sisto I, papa e martire, divenuto poi protettore della città e della diocesi. 
Nel 1132 Rainulfo entrò in conflitto contro Ruggero II di Sicilia e nel luglio numerosi cavalieri e fanti alifani furono impegnati nella vittoriosa ma sanguinosa Battaglia di Nocera. Nel 1135 Alife fu occupata dal truppe regie ma ripresa nel 1137 da Rainulfo, ora elevato da papa e imperatore al ducato di Puglia. Dopo la strage del 1138 voluta da Ruggero II di Sicilia, prese il potere Malgerio Postella. In questi anni la città fu sottoposta alle continue lotte fra il regno ed i ribelli. La casa normanna di Alife riconquistò temporaneamente la contea con Andrea di Ravecanina negli anni a partire dal 1154 e saldamente solo dal 1193 con Giovanni di Ravecanina, l'ultimo dei Quarrell Drengot.
Anche nell'età sveva infuriarono le lotte per il possesso dell'antica città e contea: nel 1205 il castello respinse un assedio, ma la città fu data alle fiamme. In questi anni fu governata dal conte Siffrido, di origine germanica, fino all'ingresso dell'Imperatore Federico II che ne prese il controllo diretto nel 1221.
La contea perse l'originaria importanza acquisita in età normanna, ma proseguì nel tempo, limitata al territorio dell'odierno comune e talvolta comprendente Sant'Angelo d'Alife, Dragoni ed altri feudi minori. Fu assegnata dai sovrani di Napoli a conti di diversa provenienza, tra quali i Boffa, i Janvilla, i Marzano e i Diaz Garlon, sino a concludersi con i Gaetani di Laurenzana che la tennero ininterrottamente dal 1620 al 1805.

## Conti normanni di Alife
Lista dei conti normanni di Alife:
- Rainulfo I (1066-1087);
- Roberto, 1087-1115 figlio del precedente;
- Rainulfo II, 1115-1139 figlio del precedente, Duca di Puglia 1137-1139;
- Riccardo di Ravecanina 1139? fratello di Rainulfo;
- Malgerio Postella, 1150;
- Andrea di Ravecanina 1155-? figlio di Riccardo;
- Ruggero, 1169;
- Riccardo di Fondi, 1178;
- Giovanni di Ravecanina, 1191-1198 figlio di Riccardo di Ravecanina.